# Oquirrh
Oquirrh (anglicky Oquirrh Mountains) je pohoří ve státě Utah na západě Spojených států amerických. Celá oblast Oquirrh je známá především kvůli bohatým nalezištím nerostných surovin, jako je měď, zlato, stříbro, olovo, molybden, arzén, rtuť a další.

## Geografie
Zhruba 50 kilometrů dlouhý horský hřeben je protažený od jižního pobřeží Velkého Solného jezera na severu přímo k jihu, kde pak dále v tomtéž směru pokračují samostatné, o něco nižší nižší horské vrcholky severozápadně od jezera Utah. Hřeben Oquirrh odděluje údolí Salt Lake Valey na východě od údolí Tooele (Tooele Valey) na západě. V nejužším místě je pohoří široké cca 11 km, v jižnější části, kde vybíhá směrem na východ, je široké až 35 km. Nejvyšším vrcholem pohoří je Flat Top Mountain (3 235 m n. m.) v jižní části pohoří. V sousedství Flat Top Mountain se nacházejí další vrcholy, přesahující výšku 3 000 metrů – Lowe Peak (3 216 m n. m.), Kelsey Peak (3 162 m n. m.), Rocky Peak (3 118 m n. m.) nebo Sharp Mountain (3 042 m n. m.). V severní části pohoří jsou nejvyššími vrcholy Nelson Peak (2 829 m n. m.) a Farnsworth Peak (2 760 m n. m.)

## Historie
Jméno pohoří pochází z jazyka indiánského kmene Gošutů, který byl jedním z kmenů Západních Šošonů, přesněji z gošutského nářečí šošonštiny. Výraz "oquirrh" (vyslovuje se ˈoʊkər, o-ker ) v tomto jazyce znamená "zářící hory".
První osadníci z řad mormonů přišli do oblasti Salt Lake Valey v roce 1847, v roce 1848 pronikli bratří Sanford a Thomas Binghamovi do horského údolí v severovýchodní části pohoří a našli zde bohatá ložiska rud. O svém nálezu informovali Brighama Younga, vůdčího představitele Církve Ježíše Krista Svatých posledních dnů, ale ten o naleziště nerostů neměl zájem. Počátkem 60. let 19. století, kdy se vojenské oddíly Unie pod velením Patricka E. Connora snažili o průzkum nerostného bohatství a ovládnutí oblasti Oquirru, bylo mnoho Gošutů pobito a jejich zemi ovládli osadníci evropského původu.

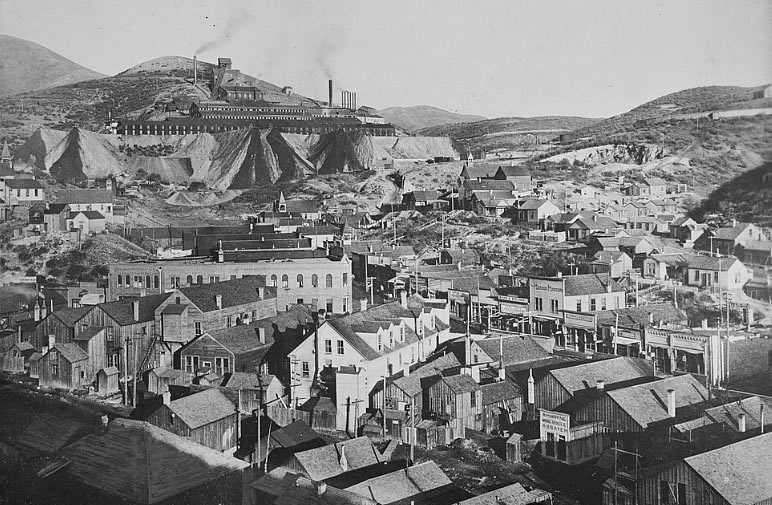
Město a důl Mercur v roce 1913

Kaňon, pojmenovaný podle prvních místních osadníků Bingham Canyon, se postupně stal eldorádem zlatokopů a těžařských firem. V této lokalitě na území okresu Salt Lake County se nachází druhý největší povrchový důl na světě Bingham Canyon Mine, který od roku 1989 provozuje nadnárodní společnost Rio Tinto Group. V dole se kromě mědi těží též zlato, stříbro a molybden.
Na jihozápadě pohoří Oquirrh v údolí mezi jižními svahy hory Lewiston Peak a horou Eagle Hill na jihu se v okrese Tooele County nachází "město duchů" Mercur. Těžba zlata v této lokalitě započala v 70. letech 19. století a v roce 1891 zde byla poprvé na území Spojených států použita metoda kyanidového loužení. V roce 1913 byl důl uzavřen, horníci odešli a o tři roky později z někdejšího městečka zůstal zachovaný jen jeden dům. V roce 1985 v povrchovém dole Mercur obnovila těžbu zlata společnost Barrick Mercur Gold Mines Foundation, která je součástí Barrick Gold Corporation, největší světové firmy, zabývající se těžbou zlata. Oblast dolu Merkur je též významnou mineralogickou lokalitou, zejména je známa jako naleziště sulfosaltu thalia loranditu (angl. Lorándite) TlAsS2.

## Těžba a zpracování nerostů

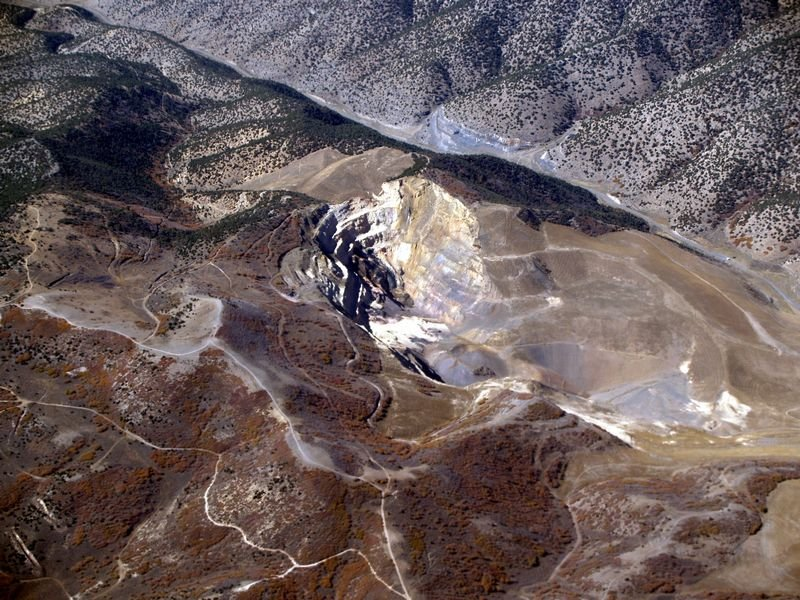
Povrchový důl Mercur, letecký snímek z r. 2007
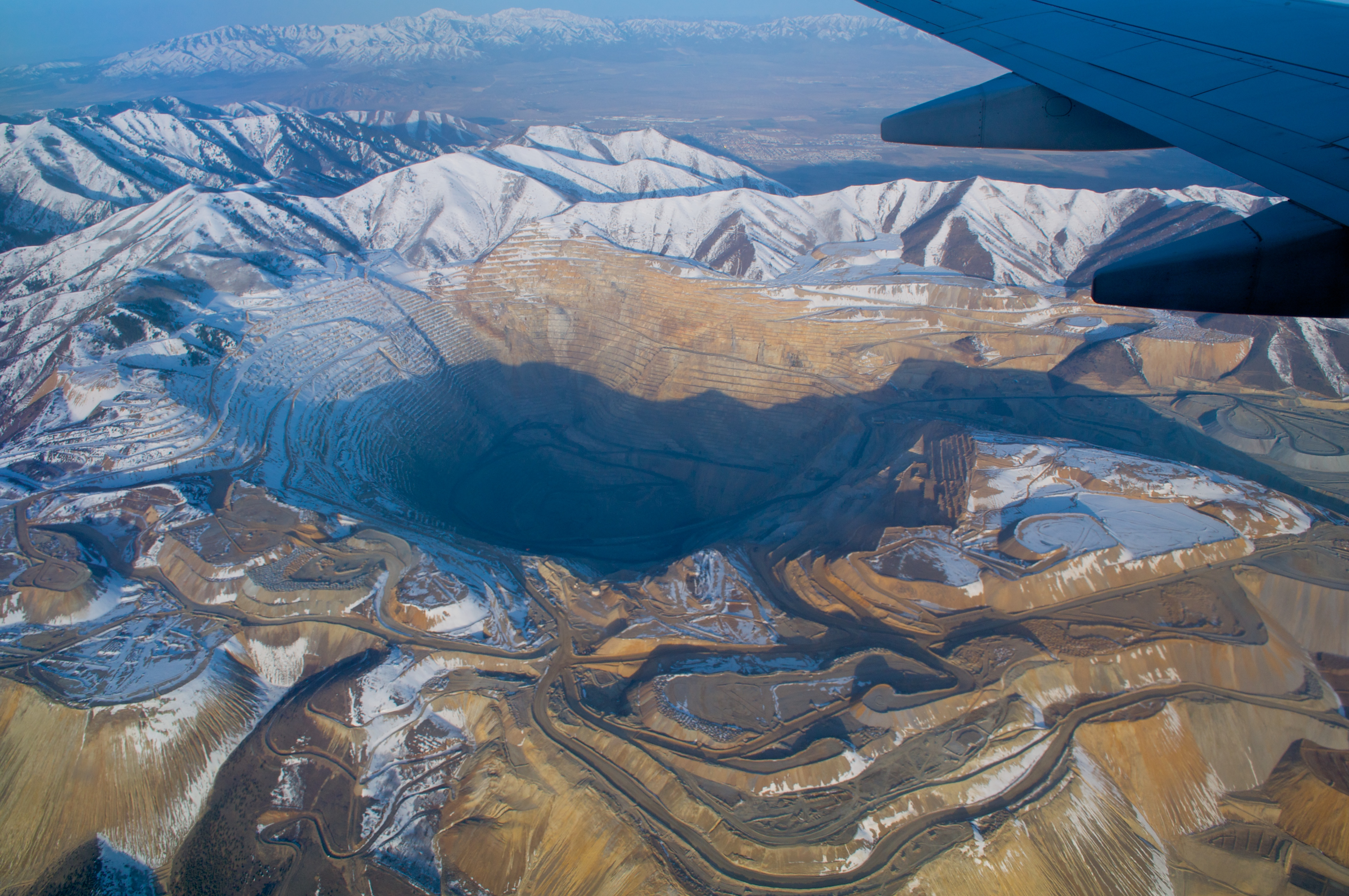
Důl Bingham Canyon na snímku z r. 2010
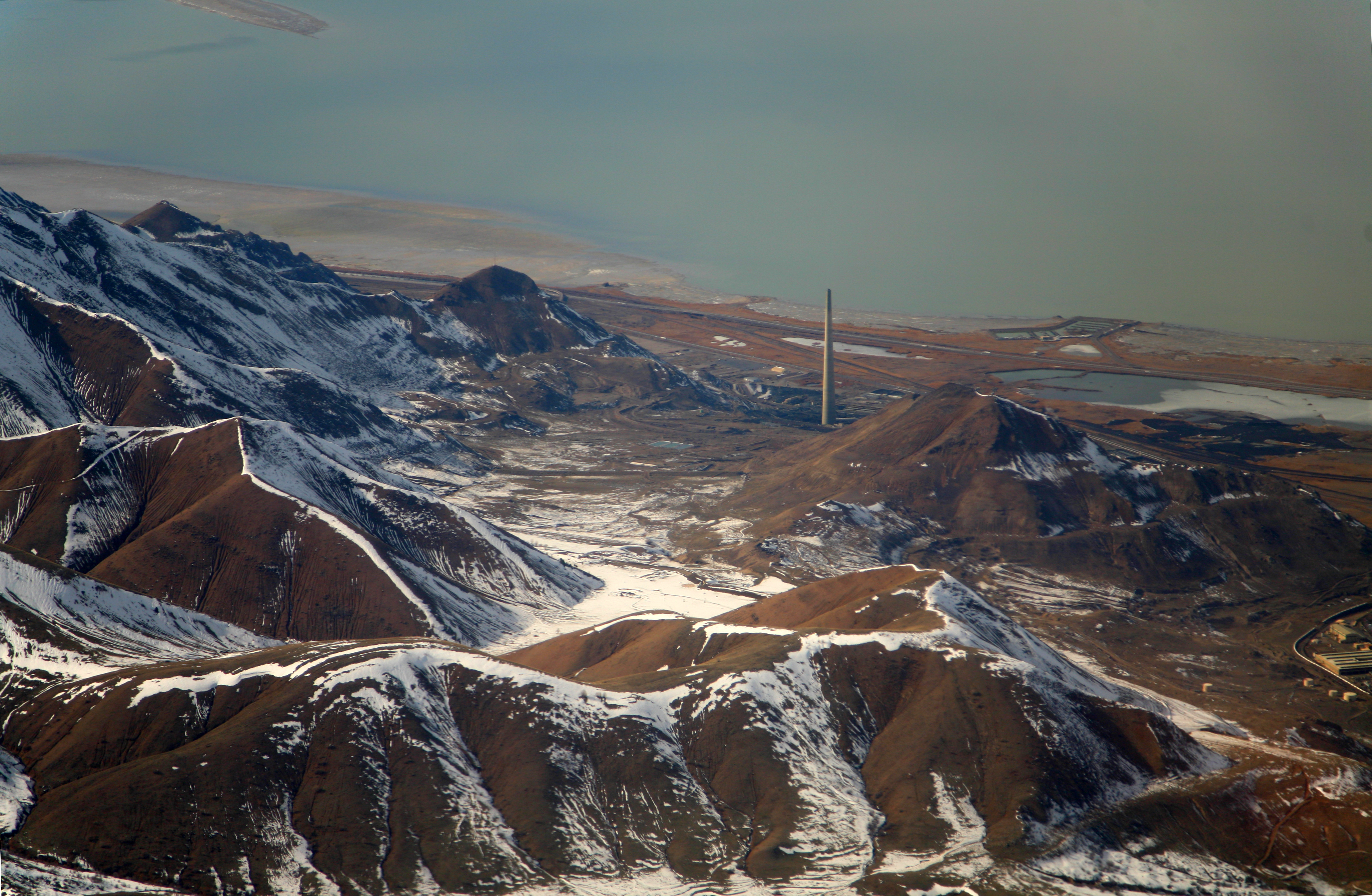
Hutě Kennecott Garfield na severu pohoří Oquirrh
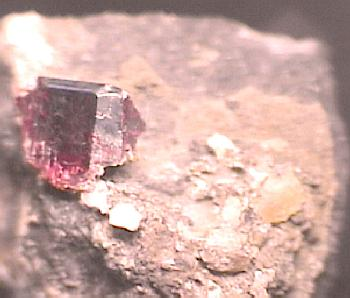
Minerál lorandit z dolu Mercur na jihu Oquirrhu